# 松葉愛海
松葉 愛海（まつば あいみ、2001年7月16日 - ）は、日本の女性ファッションモデルである。所属事務所は株式会社LOVERS。『nuts』専属モデル。愛称は「あいみ」。

## 経歴

### モデル
ファッション雑誌『egg』2018年3月号で専属モデルとしてデビュー。2018年3月号で初表紙を飾る。
2019年4月1日発売『ヤングマガジン』で初のグラビアを披露。

## 出演

### イベント
- LOVE SUNSHINE2018〜真夏のギャル祭〜（2018年8月）
- D-1 Dream Project2018〜White Winter Fes〜 （2018年12月）
- シンデレラフェスVol.6（2019年4月3日）
- TGC teen 2019 Summer（2019年7月29日）
- 関西コレクション2019A/W（2019年8月27日）
- TGC teen 2019 Winter（2019年12月25日）

### 雑誌
- egg（MRA、2018年3月〜）
- 週刊ヤングマガジン（講談社、2019年4月1日）